# Ilhados com a Sogra
Ilhados com a Sogra é um reality show brasileiro produzido pela Netflix Brasil baseado no formato original desenvolvido pela produtora Floresta, sua primeira edição teve início em 9 de outubro de 2023 no streaming. Atualmente é dirigido por Eduardo Mendonça e Eugenia Ruggeri.
Apresentado por Fernanda Souza no programa noras e genros estão confinados juntos e formam duplas com suas sogras em busca de um prêmio em dinheiro de 500 mil reais, enquanto os filhos(as) ficam em um bunker, do outro lado da ilha, assistindo tudo.

## Formato
Seis casais e suas sogras enfrentam uma intensa competição por R$ 500 mil em um reality show único. Confinados em uma ilha paradisíaca, eles devem acumular favos ao longo de provas desafiadoras, dinâmicas emocionais e sessões com psicólogos. Cada favo conquistado é crucial para avançar no jogo, mas os relacionamentos conflituosos entre sogras, genros e noras tornam essa jornada ainda mais difícil. Para seguir em frente, será necessário superar tensões familiares, formar alianças e enfrentar os desafios que testarão não apenas suas habilidades, mas também seus laços pessoais.

## Exibição
| Temporada | Temporada | Episódios | Exibição Original    | Exibição Original     |
| Temporada | Temporada | Episódios | Estreia de temporada | Final de temporada    |
| --------- | --------- | --------- | -------------------- | --------------------- |
|           | 1         | 8         | 9 de outubro de 2023 | 16 de outubro de 2023 |
|           | 2         | 8         | 2 de janeiro de 2025 | 9 de janeiro de 2025  |

## 1.ª temporada (2023)

### Participantes
Abaixo a lista dos participantes desta edição, com as famílias listadas pelo programa durante a exibição da temporada.
| Casal                    | Sogra                    | Equipe  | Resultado                           |
| ------------------------ | ------------------------ | ------- | ----------------------------------- |
| Francine e Rodrigo       | Maria Eliane Ribeiro     | Nery    | Vencedores 16 de outubro de 2023    |
| Felipe e Marcos Vinicius | Maria do Socorro Sassone | Sassone | 2º lugar 16 de outubro de 2023      |
| Mayara e Thy Cesar       | Severina Tenório         | Tenório | 3º lugar 16 de outubro de 2023      |
| Thais e Rodrigo          | Rogéria Castro           | Castro  | 2ª eliminados 16 de outubro de 2023 |
| Thiago e Silvia          | Márcia Regina            | Dunker  | 1ª eliminados 16 de outubro de 2023 |
| Ana Luiza e Antonio      | Maria Cristina           | Donatti | Desistentes 9 de outubro de 2023    |

## 2.ª temporada (2025)

### Participantes
Abaixo a lista dos participantes desta edição, com as famílias listadas pelo programa durante a exibição da temporada.
| Casal               | Sogra                    | Equipe    | Resultado                          |
| ------------------- | ------------------------ | --------- | ---------------------------------- |
| Camila e Miguel     | Celina Kashiura          | Kashiura  | Vencedores 9 de janeiro de 2025    |
| Andressa e Henrique | Valdiceia Araújo         | Araújo    | 2º lugar 9 de janeiro de 2025      |
| Larissa e André     | Maria Auxiliadora (Dora) | Queiroz   | 3º lugar 9 de janeiro de 2025      |
| Jeu e Mateus        | Rose Damasceno           | Damasceno | 2ª eliminados 9 de janeiro de 2025 |
| Antony e Ana Paula  | Ioná Sousa               | Sousa     | 1ª eliminados 9 de janeiro de 2025 |
| Isabella e Raphael  | Patrícia Mendonça        | Mendonça  | Desistente 2 de janeiro de 2025    |

## Outras aparições
Além de participarem do Brincando com Fogo: Brasil, alguns dos participantes passaram a competir em outros reality shows.
| Participante      | Edição ICS | Colocação                | Reality show        | Temp. | Colocação              |
| ----------------- | ---------- | ------------------------ | ------------------- | ----- | ---------------------- |
| Vini Sassone      | 1          | Vice-campeão – 2.º lugar | A Grande Conquista  | 2     | Eliminado – 95.º lugar |
| Ana Paula Marquez | 2          | 5º lugar                 | Power Couple Brasil | 7     |                        |
| Antony Marquez    | 2          | 5º lugar                 | Power Couple Brasil | 7     |                        |